# العلاقات الإسرائيلية الألمانية
العلاقات الإسرائيلية الألمانية لم يكن حدوثها سهلا حيث جعل الهولكوست فكرة تطبيع العلاقات بين ألمانيا وإسرائيل تبدو شبه مستحيلة. لكن الدولتين نجحتا على الرغم من البدايات المتعثرة في إرساء علاقات تتسم بالصداقة والحرص على المصالح المشتركة على مدى أكثر من 40 عاما. كانت أولى بوادر الانفراج بين العلاقات الألمانية الإسرائيلية بعد الهولكوست قد لاحت أمام المستشار كونراد أديناور مستشار ألمانيا الغربية عن طريق تقديم تعويضات اقتصادية لإسرائيل في عام 1952. ومنذ 1952 قدمت ألمانيا 3,45 مليار مارك (1,22 مليار يورو) إلى إسرائيل،[بحاجة لمصدر] وذلك من أجل «تمهيد الطريق أمام نفوس الضحايا المعذبة لكي ترتاح من آلامها الفظيعة»، كما قال المستشار كونراد اديناور. في عام 1960 قابل دافيد بن غوريون المستشار الألماني اديناور في نيويورك في لقاء ودي. وتشكلت لديه ساعتها قناعة مفادها أن ألمانيا قد تغيرت ولم تعد موطنا للنازيين. «لا يجوز لنا أن ننسى ما حدث، لكن من ناحية أخرى لا ينبغي لنا أن نبني تصرفاتنا على ما حدث»، وفق رؤية بن غوريون. وبسبب التقارب مع ألمانيا حصد بن غوريون انتقادات داخلية حادة، في الوقت الذي وجد فيه اديناور نفسه واقعا تحت ضغط الدول العربية.

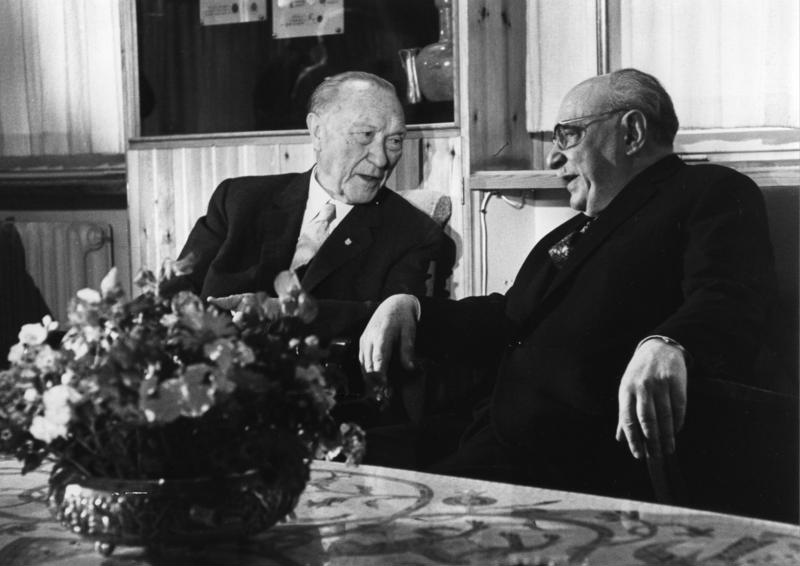
لقاء كونراد أديناور مع زلمان شازار في إسرائيل

في عام 1965، أي بعد 20 عاما على نهاية الحرب العالمية الثانية، قررت ألمانيا وإسرائيل إقامة علاقات دبلوماسية علنية بينهما. السفير الألماني الأول إلى إسرائيل رولف باولس وصف القرار بأنه «مبكر نسبيا»، كما قوبل عند وصوله إلى إسرائيل بالاحتجاجات. تمثل مقولة «ألمانيا تتحمل مسؤولية خاصة تجاه دولة إسرائيل، تجعلها ملزمة بالدفاع عن وجود إسرائيل وحماية حقها في الوجود» التي قالها وزير الخارجية الألماني فرانك- فالتر شتاينماير، أحد أركان الدبلوماسية الألمانية.
من جهة أخرى، طالما رأت شخصيات سياسية عن عدم حيادية وانحياز المواقف السياسية لألمانيا لصالح إسرائيل، بسبب خجل الحكومة الألمانية من تاريخ ألمانيا النازية مع اليهود. سبق أن عبر ديزموند توتو سنة 2015 أن"الغرب قد ارتكب الهولوكوست بحق اليهود في أوروبا بينما يدفع الفلسطينيون ثمنا تاريخيا لهذه الجريمة".

## تاريخ

### العلاقات في جمهورية ألمانيا الإتحادية (ألمانيا الغربية)
في اكتوبر 1964 قام اتحاد النقابات العمالية الألماني (DGB) في ألمانيا الغربية بحملة لجمع التواقيع دعوة لعلاقات دبلوماسية علنية مع إسرائيل، ما لبث ان كُشفت بعدها بفترة وجيزة صفقات أسلحة سرية بين الحكومة الألمانية وإسرائيل، مما سارع إعلان العلاقات الدبلوماسية بينهما، حيث أنه وحتى ذلك الحين كانت إتبعت ألمانيا الغربية مبدأ هالشتاين السياسي الذي ينص أن ألمانيا الغربية لا تقيم علاقات دبلوماسية مع دول تقيم علاقات دبلوماسية مع ألمانيا الشرقية، وبالتالي كانت الدول العربية تؤخر إقامة علاقات مع ألمانيا الشرقية طالما كانت ألمانيا الغربية لا تقيم علاقات دبلوماسية مع إسرائيل (في العلن)، في عام 1965 قامت ألمنيا وإسرائيل بالتبادل العلني لعلاقتهما الدبلوماسية.

## التجارة
تعتبر ألمانيا هي الشريك التجاري الأكبر لإسرائيل في أوروبا، وثاني أهم شريك لإسرائيل بعد الولايات المتحدة، وتبلغ صادرات ألمانيا لأسرائيل نحو 2.3 مليار دولار سنويا 
|      | صادرات المانيا لإسرائيل | صادرات إسرائيل لألمانيا | مجموع قيمة التبادل |
| ---- | ----------------------- | ----------------------- | ------------------ |
| 2023 | 6515.8                  | 2137.3                  | 8653.1             |
| 2022 | 7075.7                  | 1880.6                  | 8956.3             |
| 2021 | 6560.4                  | 1792.5                  | 8352.9             |
| 2020 | 5230.2                  | 1681.1                  | 6911.3             |
| 2019 | 5582.7                  | 1671.8                  | 7254.5             |
| 2018 | 5420                    | 1777.2                  | 7197.2             |
| 2017 | 4721.8                  | 1638.4                  | 6360.2             |
| 2016 | 4069.6                  | 1519.9                  | 5589.5             |
| 2015 | 3808.3                  | 1440.8                  | 5249.1             |
| 2014 | 4652                    | 1727.8                  | 6379.8             |
| 2013 | 4667.7                  | 1763.3                  | 6431               |
| 2012 | 4621.8                  | 1631.9                  | 6253.7             |
| 2011 | 4566.5                  | 1950                    | 6516.5             |
| 2010 | 3678.8                  | 1701.4                  | 5380.2             |
| 2009 | 3361.8                  | 1440.3                  | 4802.1             |
| 2008 | 3940.5                  | 1950.6                  | 5891.1             |
| 2007 | 3484.3                  | 1913                    | 5397.3             |
| 2006 | 3201.4                  | 1757.9                  | 4959.3             |
| 2005 | 2986                    | 1345.9                  | 4331.9             |
| 2004 | 3090.2                  | 1361                    | 4451.2             |
| 2003 | 2731.1                  | 1123.3                  | 3854.4             |
| 2002 | 2347.8                  | 1026.5                  | 3374.3             |

## السياحة
تقدم كل من ألمانيا وإسرائيل لبعضهما البعض تأشيرة مجانية أو تصريح سفر إلكتروني (ETA) لمواطنيهما لزيارة بعضهما البعض ويعتبر الوافدون لكلا البلدين بمثابة المجموعة السياحية الرئيسية في المقام الأول. كما تقدم إسرائيل وألمانيا لمواطني بعضهما البعض تأشيرات عطلة العمل.
| أصل الزائرين | 2023  | 2022  | 2021 | 2020 | 2019  | 2018  | 2017  | 2016  | 2015  | 2014  | 2013  | 2012  | 2011  | 2010  | 2009  | 2008  |
| ------------ | ----- | ----- | ---- | ---- | ----- | ----- | ----- | ----- | ----- | ----- | ----- | ----- | ----- | ----- | ----- | ----- |
| Germany      | 167.4 | 151.1 | 16.5 | 50.3 | 289   | 262.6 | 218.1 | 164.1 | 159.8 | 162.3 | 159.8 | 158.5 | 171   | 171.5 | 139.8 | 137.4 |
| Israel       | 234.4 | 241.7 | 72.2 | 45.2 | 291.2 | 314   | 316.1 | 323.6 | 311.4 | 280.6 | 255   | 237.8 | 203.5 | 187.8 | 155.1 | 141.9 |

## التسليح
جرت أولى الإتصالات المتعلقة بالتسليح بين الدولة الإسرائيلية الوليدة والإتحادية الألمانية بعد إستسلامها غير المشروط بنهاية الحرب العالمية الثانية، والذي تضمن نزع السلاح الألماني بالكامل، عام 1954. وفي إطار المفاوضات بشأن التعويضات الألمانية عن الهولوكوست، التي تمت بتوافق مشترك على الأهمية القصوى للسرية والكتمان، لأن كلا الجانبين اعتبر المناخ السياسي غير مناسب على الإطلاق، فمن ناحية كانت الحكومة الألمانية حريصة على تجنب أي نقاش عام حول المسؤولية عن الجرائم اللاإنسانية والإبادة الجماعية التي ارتكبت في ظل النظام السابق ولم ترغب الحكومة الإسرائيلية أن تتلوث صورتها أمام العموم كمتعاون مع المضطهد النازي بعد الحرب، ولكن على مستوى المصالح، سعت ألمانيا للإبقاء على حياة صناعتها العسكرية بعد الحرب وسعت إسرائيل لضمان واردات الأسلحة في المحيط المعادي لها، وفي ظل العواقب القانونية لتصدير ألمانيا للأسلحة. فتميزت تلك العلاقة بالدأب على سريتها وعدم رسميتها متجسدا بحدوثها عبر قنوات الأجهزة السرية المعنية: الموساد والمخابرات الألمانية، في أوائل عقد ال1960، عقدت صفقة ضخمة عسكريا وسياسا، اشترت فيها اسرائيل "فائض" دبابات أمريكية اعطيت لألمانيا، وضمت 200 دبابة، مدافع متنقلة، 6 قوارب (لتكون قوارب صاروخية) وغواصات، لفّت السرية الصفقة ووصلت الشحنات الأولى دون ان تجذب انتباه. ولكن في أواخر 1964، تسربت الأخبار للصحافة الألمانية، فأنكرت اسرائيل وجود الصفقة، اما في المانيا فاشغلت الصفقة نقاشا كبيرا أثر على تطور علاقاتهم الثنائية. سرية العلاقات والصفقات العسكرية أمر إستمر حتى بعد إقامة العلاقات الدبلوماسية بينهما بعد أكثر من 10 سنوات من تلك الإتصالات، عام 1965.
افضى التعاون في مجال التسليح بين ألمانيا كخامس أكبر منتج للأسلحة في العالم، وإسرائيل التي تشكل الأسلحة أكبر صادراتها منذ العام 1989، لنمط يتميز بتوريد ألمانيا لمكونات عتاد رئيسية للصناعة العسكرية الإسرائيلية وعمل الصناعة العسكرية الإسرائيلية على دمج وتآلف المكونات التي تنتجها بدلا من استيرادها لأنظمة أسلحة كاملة، مقللين بذلك المخاطر السياسية التي قد تواجهها ألمانيا عند فتح نقاش عام حول صادراتها من الأسلحة، وتتموضع الصناعة الحربية الإسرائيلية كمورّد للإلكترونيات وتكنولوجيا المعلومات، وهو ترتيب فتح المجال لتكون إسرائيل محطّة تعيد تصديرمكونات ألمانية إلى دول ثالثة.
في 2024 إفادت منظمة العفو الدولية أن الحكومة الألمانية "تتخذ موقفا إلى جانب واحد في صالح إسرائيل عبر كامل الصراع" في الشرق الأوسط، وأن إنتقاد الحكومة المحق لأفعال حماس كجرائم حرب، إلا أنها لا تسمي أفعال إسرائيل التي تنتهك القانون الدولي بذلك. ومع بدء الحرب الإسرائيلية على غزة عقب عملية طوفان الأقصى في اكتوبر 2023، ورّدت ألمانيا لإسرائيل ما قيمته 326 مليون يورو من الأسلحة، ووقف المتحدث بإسم وزارة الصناعة الألمانية قائلا أن الحكومة تقرر بخصوص صادرات الأسلحة حالة-بحالة، وتأخذ بعين الإعتبار القانون الدولي إلإنساني والوضع القائم بين اسرائيل وحماس، قائلا "ليس هناك حظر على تصدير الأسلحة لإسرائيل، ولن يكون هناك حظر"! كما نفت ألمانيا الاتهامات الموجهة إليها بالمساعدة في ارتكاب جرائم إبادة جماعية في غزة من خلال بيع الأسلحة لإسرائيل، وذلك في قضية رفعتها نيكاراجوا أمام أعلى محكمة تابعة للأمم المتحدة.

### الحروب الإسرائيلية (2023 - الآن)
أدان المستشار الألماني أولاف شولتس تصرفات حماس خلال الحرب بين إسرائيل وحماس عام 2023 وأعرب عن دعمه لإسرائيل وحقها في الدفاع عن النفس. وانتقد السلطة الفلسطينية والرئيس الفلسطيني محمود عباس، قائلاً إن "صمتهما مخزي". وفي 17 أكتوبر 2023، وصل شولتس إلى إسرائيل وحذر في نفس اليوم إيران وحزب الله من التورط في الحرب بين إسرائيل وحماس. وقال إن "ألمانيا وإسرائيل متحدان بحقيقة أنهما دولتان دستوريتان ديمقراطيتان. أفعالنا مبنية على القانون والنظام، حتى في المواقف القصوى". ومن جهته تعهد وزير الدفاع الألماني بوريس بيستوريوس في زيارة إلى تل أبيب في 19 أكتوبر 2023، أمام نظيره الإسرائيلي يوآف جالانت بمواصلة دعم الجيش الإسرائيلي وتلبية جميع احتياجاته.
في يناير 2024، وصف الرئيس الناميبي،  هاكه كينكوب، أفعال إسرائيل في غزة بأنها "إبادة جماعية وشنيعة"، وانتقد بشدة قرار ألمانيا بدعم إسرائيل في دعوى جنوب إفريقيا على إسرائيل، قائلاً إن ألمانيا "عاجزة عن استخلاص العبر من تاريخها المروع".